# اینس آروندو
اینس آروندو (اسپانیایی: Inés Arrondo‎؛ زادهٔ ۲۸ نوامبر ۱۹۷۷) بازیکن هاکی روی چمن اهل آرژانتین است.